# 個別労働関係紛争の解決の促進に関する法律
個別労働関係紛争の解決の促進に関する法律（こべつろうどうかんけいふんそうのかいけつのそくしんにかんするほうりつ、平成13年7月11日法律第112号）は、個別労働関係紛争のあっせんに関する日本の法律である。
同法の主な目的は、行政機関が個別労働関係紛争の解決を支援する手続を定めることにあり、具体的には、都道府県労働局長による紛争当事者に対する助言および指導と、紛争調整委員会によるあっせん（conciliation）が支援手続の中核に位置付けられている。ここで「個別」労働関係紛争と言うのは、純然たる労働争議（「集団」労働関係紛争）を紛争調整の対象から除く趣旨である（同法4条1項）。
本法制定の背景には、個別紛争の増加がある。日本では集団紛争（使用者と労働組合との間の紛争）については、労働関係調整法等により労働委員会による解決手続が終戦直後から整備されていたが、個別紛争に行政機関が介入する明文の根拠は、長らく存在しなかった。しかし、非正規雇用等の増加による雇用形態の多様化、成果主義の広がりによる労働条件の個別化、それらに伴う労働組合の機能低下、長期不況による紛争自体の増加などを背景に、集団紛争が減少する一方で個別紛争が急増していることから、本法が制定された。

## 主務官庁
- 厚生労働省雇用環境・均等局総務課

## 構成
本則第1条~第22条及び附則からなる。

## 目的
この法律は、労働条件その他労働関係に関する事項についての個々の労働者と事業主との間の紛争（労働者の募集及び採用に関する事項についての個々の求職者と事業主との間の紛争を含む。以下「個別労働関係紛争」という。）について、あっせんの制度を設けること等により、その実情に即した迅速かつ適正な解決を図ることを目的とする（第1条）。
- 個別労働紛争解決制度としては、司法機関が行う裁判及び民事調停、行政機関が行う相談、助言・指導、あっせん等、民間団体等が行う相談、あっせん等など様々なものがある。個別労働関係紛争の解決に当たっては、これら複数の機関がそれぞれの機関等の性格にあった機能を持ち、いずれの機関を利用するかについては紛争当事者が期待する解決方法に即して選択できる複線的なシステムとすることが適当であるが、これにかんがみつつ、法においては、これら個別労働紛争解決制度のうち、紛争当事者による紛争の自主的解決、都道府県労働局長の情報の提供、相談及び助言・指導制度、紛争調整委員会のあっせん制度並びに地方公共団体の施策等について規定しているものであること（平成13年9月19日厚生労働省発地第129号／基発第832号／職発第568号／雇児発第610号／政発第218号）。
- 個々の労働者と事業主との間の紛争は、解雇や労働条件の変更等労働条件に関する紛争に加えて、会社分割の際の労働契約の承継に関する紛争等その内容も多様化していることから、本法においては、「労働条件その他労働関係に関する事項についての個々の労働者と事業主との間の紛争」を個別労働関係紛争と定義し、労働関係から生じるあらゆる紛争を本法の対象としたものであること（平成13年9月19日厚生労働省発地第129号／基発第832号／職発第568号／雇児発第610号／政発第218号）。
- 第1条の「労働関係」とは、労働契約又は事実上の使用従属関係から生じる労働者と事業主の関係をいうこと。したがって、労働者と事業主との間の紛争であっても、労働関係に関しない事項についての紛争、例えば、労働者と事業主の私的な関係における金銭の貸借に関する紛争などについては、個別労働関係紛争には含まれないこと。個別労働関係紛争は、「個々の労働者」が一方の紛争当事者となる紛争であること。したがって、労働組合、労働者の家族、労働者が死亡した場合の相続人等が紛争当事者となる紛争は、個別労働関係紛争には該当しないものであること。第1条の「労働者」とは、職業の種類を問わず、他人に使用され、労務を提供し、その対価である賃金を支払われる者であること。ただし、現に使用され、及び労務を提供していることは必ずしも必要ではなく、例えば、事業主から解雇され、その当否をめぐり紛争を提起している者については、紛争の対象となっている解雇の時点で「労働者」の要件を満たしていれば、本法の「労働者」に該当するものであること。「労働者」であるか否かは、単に契約内容のみによって外形的に判断するのではなく、実態を踏まえて判断するものであること（平成13年9月19日厚生労働省発地第129号／基発第832号／職発第568号／雇児発第610号／政発第218号）。
- 第1条の「事業主」とは、事業の経営の主体をいい、個人企業にあってはその企業主が、会社その他の法人組織の場合にはその法人そのものが事業主であること。個別労働関係紛争においては、労働契約に係る債務不履行、労働関係から生じる不法行為責任等が紛争の対象になるものであるが、この場合、労働契約又は事実上の使用従属関係の主体であり、かつ、不法行為の責任を最終的に負うべきなのは「事業主」であり、また、労働関係における各種行為の主体である「使用者」の行為は事業主のために行われるものであることから、本法においては、「事業主」を個別労働関係紛争の一方の紛争当事者として規定したものであること。なお、紛争当事者である事業主が倒産等により消滅し(合併による消滅を除く。)、又は個人事業主が死亡した場合(相続人が事業を相続した場合を除く。)は、紛争の一方の当事者が存在しないため対象とならないこと。個別労働関係紛争は、「個々の労働者と事業主との間」の紛争であり、紛争当事者双方が労働者である場合はこれに該当しないものであること。第1条の「紛争」とは、紛争の一方の当事者の主張に対し、他方の当事者がそれに同意せず、両当事者の主張が一致していない状態をいうものであること（平成13年9月19日厚生労働省発地第129号／基発第832号／職発第568号／雇児発第610号／政発第218号）。
- 労働者の募集及び採用に関する事項は、労働関係に入る以前の事項であるが、労働関係が生じる入り口段階である募集及び採用は、労働者の職業生活を決定づける重要な段階であり、これらの紛争が生じた場合にも簡易・迅速な解決が求められることから、個別労働関係紛争に含めることとしたものであること。「募集」とは、労働者を雇用しようとする者が、自ら又は他人に委託して、労働者となろうとする者に対し、その被用者となることを勧誘することをいうが、第1条の「募集」には、加えて公共職業安定所その他の職業紹介機関を介して、行うものも含まれるものであること。なお、労働者派遣事業を行う事業主が派遣労働者になろうとする者に対し、いわゆる登録を呼びかける行為及びこれに応じた者を労働契約の締結に至るまでの過程で登録させる行為は、「募集」に該当するものであること。「採用」とは、一般には労働契約の締結をいうものであるが、第1条の「採用」には、応募の受付、採用のための選考等募集を除く労働契約の締結に至る一連の手続も含まれるものであること。第1条の「求職者」とは、対価を得るべく自己の労働力を提供して職業に就くために他人に雇用されようとし、その意思を表示している者をいうものであること（平成13年9月19日厚生労働省発地第129号／基発第832号／職発第568号／雇児発第610号／政発第218号）。

個別労働関係紛争が生じたときは、当該個別労働関係紛争の当事者は、早期に、かつ、誠意をもって、自主的な解決を図るように努めなければならない（紛争の自主的解決の原則、第2条）。
- 個別労働関係紛争は、本来、労働者と事業主の間の民事上の紛争であるので、紛争当事者である労使が話合い、自主的に解決することが最も望ましいものであることから、その解決は第一義的には紛争当事者の責務であることを明確化するため、紛争当事者の努力義務を規定したものであること（平成13年9月19日厚生労働省発地第129号／基発第832号／職発第568号／雇児発第610号／政発第218号）。
- 第2条により、紛争当事者である労使においては、具体的には、まず早期に、誠意をもって話し合うことにより、互いの主張を確認し、問題点を整理すること、又は、紛争当事者が直接に話し合うことが困難な場合には、第三者を介して話合いを行うことなどにより、企業内での解決に努めることが求められることとなること。このような話合いを促進するためには、労働者から苦情が申し立てられた際に対応するのみならず、あらかじめ、企業内において、労働者からの苦情を受け付けてこれを処理するための仕組みを整備しておくことが望ましいこと。具体的には、苦情処理の仕組みを明確化して労働者に周知する、不満・苦情を受け付ける担当者・窓口を設ける、紛争処理機関を設置するといった様々な方法が考えられるが、如何なる方法をとるかは、各企業の労使に委ねられるものであること（平成13年9月19日厚生労働省発地第129号／基発第832号／職発第568号／雇児発第610号／政発第218号）。

## 紛争調整委員会
都道府県労働局長は、個別労働関係紛争を未然に防止し、及び個別労働関係紛争の自主的な解決を促進するため、労働者、求職者又は事業主に対し、労働関係に関する事項並びに労働者の募集及び採用に関する事項についての情報の提供、相談その他の援助を行うものとする（第3条）。
- 個別労働関係に係る労働者等の不満・苦情の多くは、法令、判例の不知、誤解に基づくものも多く、適切な情報提供、相談を行うことにより、紛争に発展することを未然に防止し、また、労使が自主的に解決することを促進することが可能となるものであるため、都道府県労働局長は、労働者、求職者又は事業主に対し、労働関係に関する事項並びに労働者の募集及び採用に関する事項についての情報の提供、相談その他の援助を行うものとしたものであること。都道府県労働局長の情報の提供、相談その他の援助は、具体的には、都道府県労働局及びここに設けられる「総合労働相談コーナー」における相談等の実施により行われるものであること（平成13年9月19日厚生労働省発地第129号／基発第832号／職発第568号／雇児発第610号／政発第218号）。
- 第3条の「情報の提供、相談その他の援助」としては、労働者、求職者又は事業主からの照会内容に応じた関係法令、判例等の情報や資料の提供、紛争解決制度に関する情報や資料の提供、相談者に対する相談のほか、労働基準監督署、公共職業安定所、労政事務所、都道府県労働委員会等他の機関が扱うことが適当と認められる事案についての当該他の機関に対する取次ぎ等が考えられるものであること（平成13年9月19日厚生労働省発地第129号／基発第832号／職発第568号／雇児発第610号／政発第218号）。

都道府県労働局長は、個別労働関係紛争（労働関係調整法第6条に規定する労働争議に当たる紛争及び行政執行法人の労働関係に関する法律第26条1項に規定する紛争を除く。）に関し、当該個別労働関係紛争の当事者の双方又は一方からその解決につき援助を求められた場合には、当該個別労働関係紛争の当事者に対し、必要な助言又は指導をすることができる（第4条1項）。都道府県労働局長は、この助言又は指導をするため必要があると認めるときは、広く産業社会の実情に通じ、かつ、労働問題に関し専門的知識を有する者の意見を聴くものとする（第4条2項）。事業主は、労働者が1項の援助を求めたことを理由として、当該労働者に対して解雇その他不利益な取扱いをしてはならない（第4条3項）。
- 個別労働関係紛争の中には、法令や判例の理解が十分でないために不適切な行為をしたことにより生じているものも多数あり、これらについては、問題点及び解決の方向を的確に示すことにより迅速に解決できるものであること等から、より簡易な個別労働紛争解決制度として、都道府県労働局長の助言・指導制度を設けるものであること。助言又は指導は、紛争当事者による紛争の自主的な解決を促進するため、紛争当事者に対して、問題点を指摘し、解決の方向性を示唆するものであること。したがって、紛争当事者に一定の措置の実施を強制するものではないこと（平成13年9月19日厚生労働省発地第129号／基発第832号／職発第568号／雇児発第610号／政発第218号）。
- 助言及び指導の対象となる紛争は、個別労働関係紛争であること。ただし、以下の紛争については本法及び各法令により、助言及び指導の対象となる紛争からそれぞれ除外されていること。
  - 労働関係調整法第6条に規定する労働争議に当たる紛争
  - 特定独立行政法人等の労働関係に関する法律第26条第1項に規定する紛争
  - 男女雇用機会均等法第16条に規定する紛争
  - パートタイム労働法第20条に規定する紛争
  - 育児・介護休業法第52条の3に規定する紛争
- 次の紛争については、その解決のために本法に基づく助言又は指導をすることが不適当又は不必要と判断されるものであるので、助言又は指導を行わないこと。
  - 裁判において係争中である又は確定判決が出された紛争
  - 裁判所の民事調停において手続が進行している又は調停が終了した紛争
  - 裁判所において労働審判手続が進行している、労働審判手続により調停が成立した、又は労働審判が行われた紛争
  - 労働委員会におけるあっせん等他の機関による個別労働紛争解決制度において手続が進行している又は合意が成立し解決した紛争
  - 第5条に基づく紛争調整委員会のあっせんの手続が進行している又はあっせんが終了した紛争(申請が取り下げられた場合を除く。)
  - 既に助言・指導に係る手続を終了した紛争(申出が取り下げられた場合を除く。)
  - 労働組合と事業主との間で問題として取り上げられており、両者の間で自主的な解決を図るべく話合いが進められている紛争
  - 個々の労働者に係る事項のみならず、これを超えて、事業所全体にわたる制度の創設、賃金額の増加等を求めるいわゆる利益紛争
  - 紛争の原因となった行為の発生から長期間経過しており、的確な助言・指導を行うことが困難である紛争
  - 申出人の主張が著しく根拠を欠いていると認められる紛争
- 法令等に基づき各機関が行政指導等を実施することとされている事項に係る紛争について、当該機関が行政指導等を行うこととしている場合には、その間は助言・指導に係る手続は停止するものとすること。行政指導等の結果、紛争原因となった事項が改善され、これにより紛争が解決した場合には、助言・指導は行わないこと。なお、行政指導等によっても紛争が全面的には解決しない場合であって、さらに助言・指導を行うことにより紛争の解決が図れる可能性があるときには、当該紛争を助言・指導に係る手続に移行することとするものであること。助言・指導は、私人間の紛争の解決の促進を図るために、紛争当事者双方から事情を聴取し、問題点を整理した上で解決の方向性を示唆するものであり、行政処分には該当しないため、これを行わないこととした場合でも、不作為に係る不服申立等の対象にならないものであること（平成13年9月19日厚生労働省発地第129号／基発第832号／職発第568号／雇児発第610号／政発第218号）。
- 第4条2項は、事件の重要性や複雑さ等にかんがみ、慎重かつ的確な助言・指導を行うために必要があるときは、判例や実務等に詳しい専門家からの意見を求めることができるものとしたこと。「広く産業社会の実情に通じ、かつ、労働問題に関し専門的知識を有する者」とは、弁護士等の法曹関係者、法律学者等の学識経験者、社会保険労務士、企業の人事労務管理に携わった者等であって、産業社会の実情に通じ、労働関係法令や賃金制度等の労働問題について専門的知識を有する者であること（平成13年9月19日厚生労働省発地第129号／基発第832号／職発第568号／雇児発第610号／政発第218号）。

都道府県労働局長は、第4条に規定する個別労働関係紛争（労働者の募集及び採用に関する事項についての紛争を除く。）について、当該個別労働関係紛争の当事者の双方又は一方からあっせんの申請があった場合において当該個別労働関係紛争の解決のために必要があると認めるときは、紛争調整委員会にあっせんを行わせるものとする（第5条）。紛争調整委員会はこのあっせんを行う機関として都道府県労働局に置かれ（第6条）、委員会は、3人以上政令で定める人数以内の、学識経験を有する者のうちから、厚生労働大臣が任命した委員をもって組織する（第7条1項、2項）。委員の任期は、2年とする。ただし、補欠の委員の任期は、前任者の残任期間とする（第8条）。
- 委員会は学識経験を有する者のうちから厚生労働大臣が任命する委員3人以上36人以内をもって組織するものとし、具体的には、各委員会ごとに次の人数とすること（施行規則第2条）。
  - 東京都　36人
  - 大阪府　21人
  - 愛知県　15人
  - 北海道、埼玉県、千葉県、神奈川県　各12人
  - 茨城県、静岡県、長野県、京都府、兵庫県、奈良県、福岡県　各9人
  - その他　各6人
- 「学識経験を有する者」とは、産業社会の実情に通じ、法令や判例、企業の人事労務管理について専門的知識を有するものであること。具体的には、弁護士等の法曹関係者、学者、社会保険労務士、人事労務管理の実務に携わった経験を有する者であること。委員会に会長を置き、委員の互選により選任することとし、会長に事故があるときは、委員のうちからあらかじめ互選された者がその職務を代理するものであること（第7条3～5項、平成13年9月19日厚生労働省発地第129号／基発第832号／職発第568号／雇児発第610号／政発第218号）。
- 委員会の会議は、会長が招集する。委員会は、会長又は第7条5項の規定により会長を代理する者のほか、委員の過半数が出席しなければ、会議を開き、議決をすることができない（第11条）。

次の各号のいずれかに該当する者は、委員となることができない（欠格条項、第9条）。委員が各号のいずれかに該当するに至ったときは、当然失職する（平成13年9月19日厚生労働省発地第129号／基発第832号／職発第568号／雇児発第610号／政発第218号）。
1. 破産者で復権を得ないもの
2. 禁錮以上の刑に処せられ、その執行を終わり、又はその執行を受けることがなくなった日から5年を経過しない者

厚生労働大臣は、委員が次の各号のいずれかに該当するときは、その委員を解任することができる（第10条）。 
1. 心身の故障のため職務の執行に堪えないと認められるとき。
2. 職務上の義務違反その他委員たるに適しない非行があると認められるとき。

- 委員は、一般職非常勤の国家公務員であること。したがって、委員については、第9条及び第10条に加えて、これらと矛盾しない範囲内において、国家公務員法の欠格条項、分限、懲戒等に係る規定が重複して適用されるものであること（平成13年9月19日厚生労働省発地第129号／基発第832号／職発第568号／雇児発第610号／政発第218号）。

## 適用除外・特例
この法律は、国家公務員及び地方公務員については、適用しない。ただし、行政執行法人の労働関係に関する法律第2条第2号の職員（行政執行法人に勤務する一般職）、地方公営企業法第15条第1項の企業職員（事業管理者の権限に属する事務の執行を補助する職員）、地方独立行政法人法第47条の職員（特定地方独立行政法人の職員）及び地方公務員法第57条に規定する単純な労務に雇用される一般職に属する地方公務員であって地方公営企業等の労働関係に関する法律第3条第4号の職員以外のものの勤務条件に関する事項についての紛争については、この限りでない（第22条）。
- 国家公務員及び地方公務員については、勤務条件、任用、懲戒、分限等が法律、人事院規則、条例等で定められているとともに、勤務条件に関する措置要求制度や懲戒・分限等の不利益処分に対する不服申立制度などが整備されており、これらによって紛争の未然防止及び解決が十分図られるところであることから、本法を適用する必要がないため、原則的に本法を適用除外としたものであること。ただし、一部の公務員については、勤務条件が法律、人事院規則等で定められておらず、また、勤務条件に関する措置要求制度が適用されないことなどから、個別労働関係紛争が生じた場合には、一般の労働者と同様に本法によって解決を促進することが必要であることから、これらの公務員に係る勤務条件に関する事項についての紛争については、本法を適用することとしたものであること（平成13年9月19日厚生労働省発地第129号／基発第832号／職発第568号／雇児発第610号／政発第218号）。

船員職業安定法第6条1項に規定する船員及び同項に規定する船員になろうとする者に関しては、第3条~第5条中「都道府県労働局長」とあるのは「地方運輸局長（運輸監理部長を含む。）」と、同項中「紛争調整委員会」とあるのは「あっせん員候補者名簿に記載されている者のうちから指名するあっせん員」とする（第21条）。
- 昨今の国際競争の激化や長期的な景気停滞の状況の中で、今後は船員についても個別労働関係紛争が増加することが見込まれるため、労働関係に関するあらゆる事項についての紛争を対象とした紛争解決制度を船員の分野においても整備するものであること。この場合、船員に係る個別労働関係紛争は、海上労働の特殊性に起因する固有の事案が想定され、紛争処理機関は別途担保することが必要であるため、本法に船員に関する特例規定として読み替え規定を設けるものとしたこと（平成13年9月19日厚生労働省発地第129号／基発第832号／職発第568号／雇児発第610号／政発第218号）。